# MetroBus (Jižní Město – Jesenice)
MetroBus je název projektu metrobusové trasy (trasy rychlé autobusové dopravy) z pražského sídliště Jižní Město do obcí jižně od Prahy, v nichž probíhá rozsáhlá výstavba rodinných domů. Měla by vést po zcela nové speciální pozemní komunikaci, ve vzdálenější budoucnosti by mohla být přebudována na tramvajovou trať.[zdroj?]
Trasa by měla vést z pražského sídliště Jižní Město (stanice metra Chodov, případně Roztyly) a pokračovat přes pražské čtvrti Šeberov a Hrnčíře do blízkých obcí Vestec a Jesenice, na projektu projevuje zájem i blízká obec Psáry.[zdroj?]
Obce začaly myšlenku prosazovat kolem roku 2004, pro tento účel vytvořily Svazek obcí pro dopravu pražského jižního regionu. Původně se uvažovalo o tramvaji, ale MetroBus je zatím preferován proto, že tramvajovou trať by zde zatím nebylo kde napojit na pražskou tramvajovou síť – do budoucna se uvažuje o napojení v Písnici.[zdroj?]
V roce 2006 byla provedena na zadání Středočeského kraje studie proveditelnosti, která počítala se zcela samostatnou novou komunikací v trase od stanice metra Chodov do terminálu Písnice. Ve volebním programu pro komunální volby v roce 2006 projekt metrobusu měla i ODS v Jesenici společně s nezávislými kandidáty.